# Obóz Zgoda

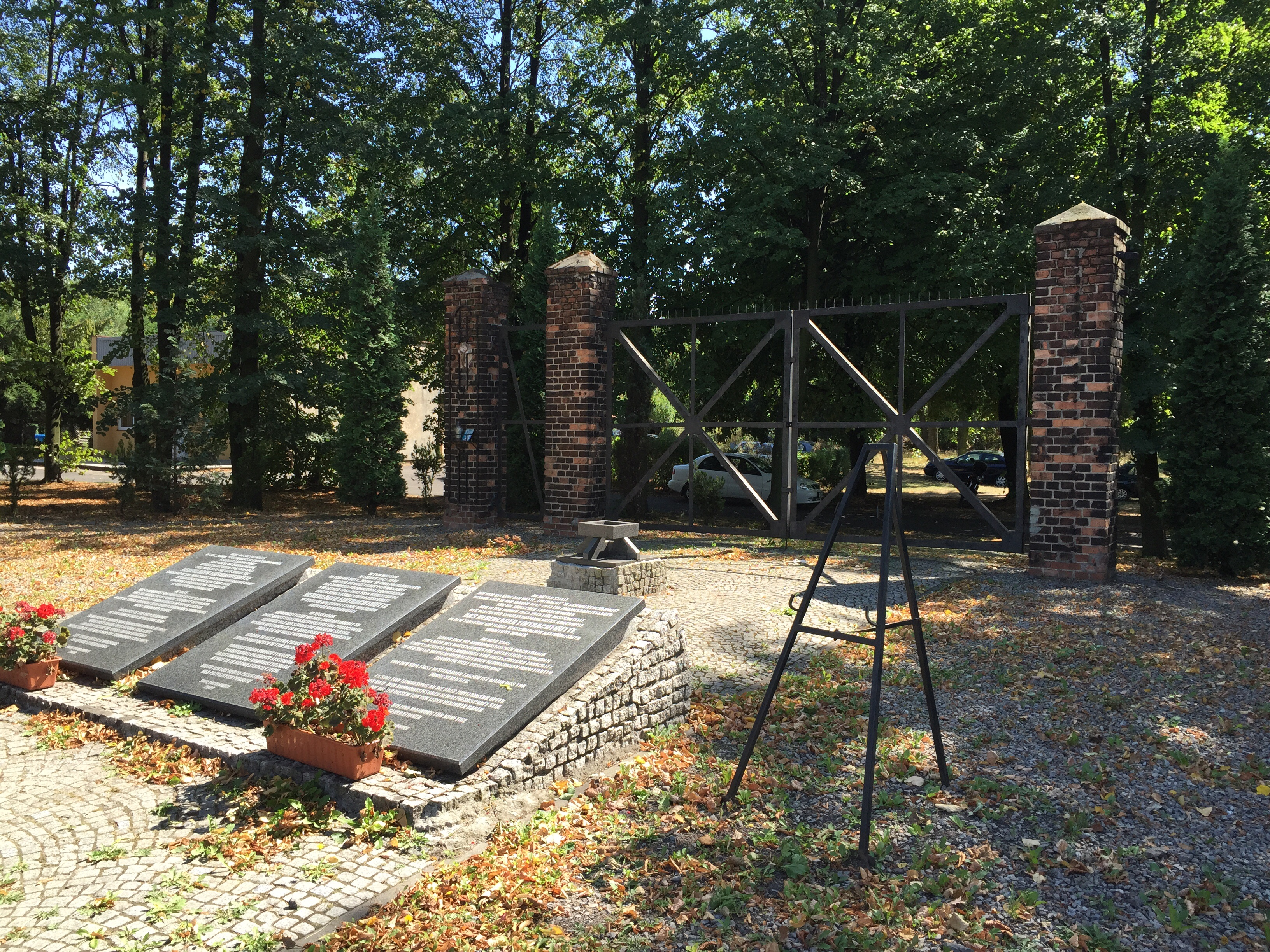
Obóz Zgoda, brama – pomnik

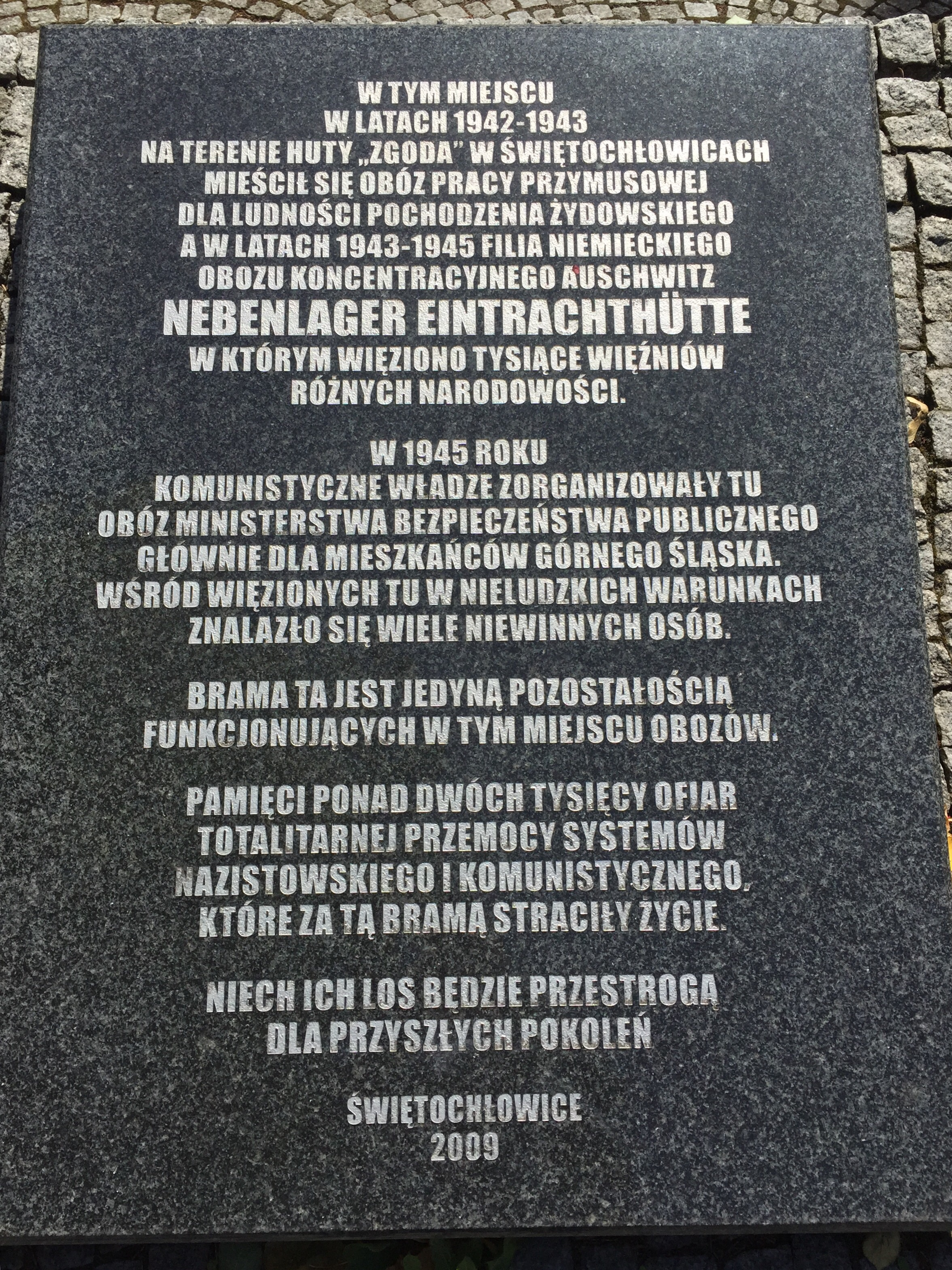
Tablica pamiątkowa

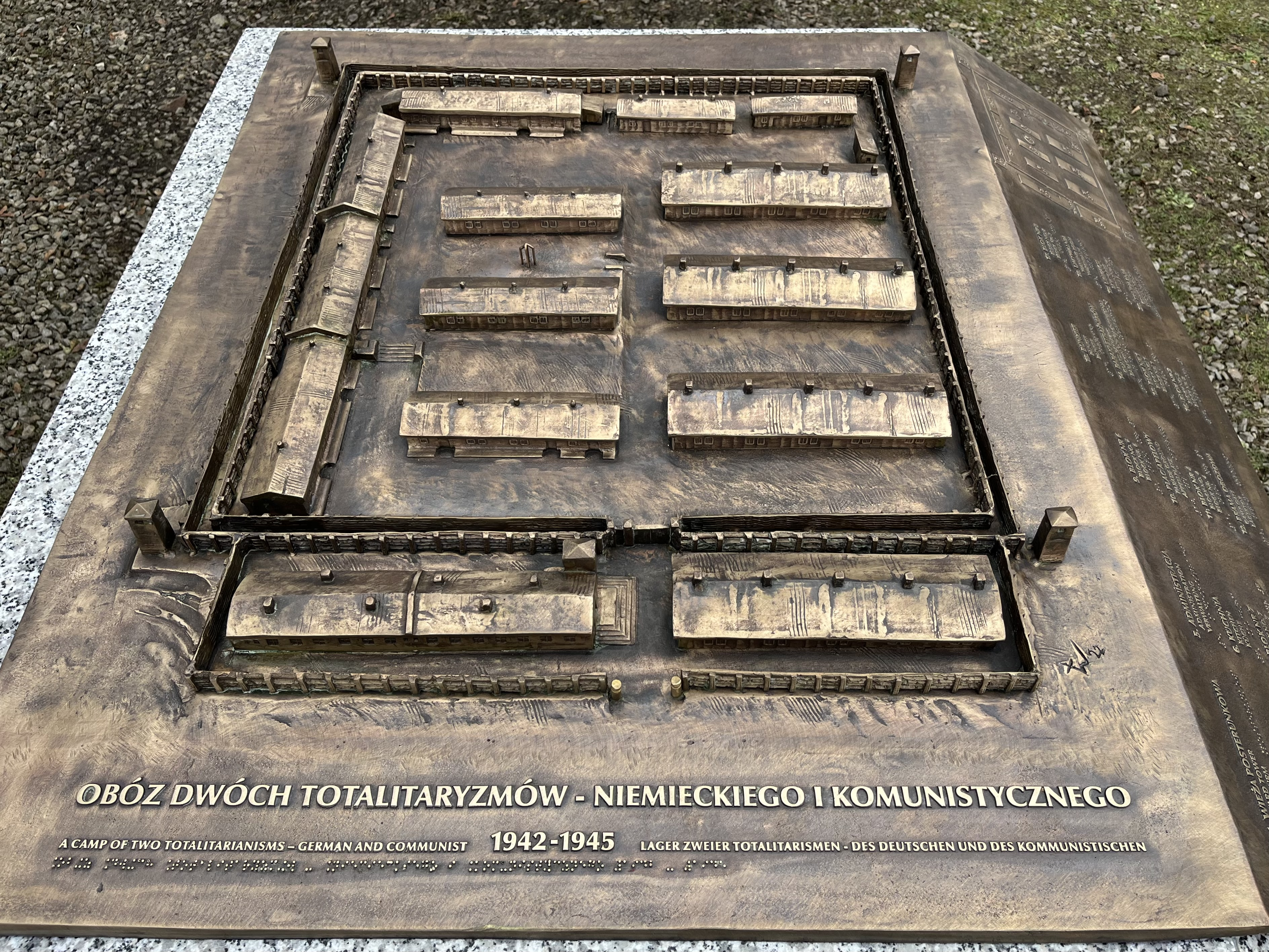
Makieta obozu, 2022

Zgoda – obóz pracy położony w świętochłowickiej Zgodzie od końca lutego do listopada 1945, podlegający Ministerstwu Bezpieczeństwa Publicznego. Komendantem obozu był m.in. Salomon Morel, funkcjonariusz bezpieczeństwa PRL oskarżony o zbrodnie przeciwko ludzkości.

## Geneza
Wcześniej w tym samym miejscu w latach 1943–1945 znajdował się niemiecki podobóz koncentracyjny KL Auschwitz-KL Eintrachthütte, w którym śmierć poniosło kilkaset osób. Na jego potrzeby w 1943 roku Niemcy wybudowali cztery wartownicze wieże, a cały teren otoczono podwójnym ogrodzeniem z drutu kolczastego. Podobóz, na którego terenie znajdowało się ówcześnie 1200 więźniów, został ewakuowany przez Niemców w grudniu 1944 oraz 23 stycznia 1945 a następnie zajęty przez Armię Czerwoną.

## Osadzeni
Do obozu kierowano więźniów na podstawie dekretu PKWN odnoszącego się do volksdeutschów oraz innych aktów prawnych, na podstawie którego od lutego 1945 roku wysyłano do obozu Niemców, Polaków (w tym kilku członków Armii Krajowej i Narodowych Sił Zbrojnych), Ślązaków, Żydów, Ukraińców, Austriaków, Rumunów i innych obywateli polskich, pochodzących z terenu Górnego Śląska, oskarżanych m.in. o podpisanie volkslisty lub o „niechęć do komunistycznej władzy”. Osoby kierowane do obozu zatrzymywane były przez funkcjonariuszy urzędów bezpieczeństwa, milicji oraz NKWD. Początkowo w obozie przebywali też jeńcy wojenni, pozostający w dyspozycji władz sowieckich. W połowie kwietnia 1945 roku do obozu trafiło 58 członków organizacji nazistowskich, w tym 39 członków Hitlerjugend z Chorzowa. W czerwcu i lipcu 1945 roku do obozu skierowano 80 osób podejrzanych o przynależność do NSDAP, SA oraz SS zatrzymanych przez milicję w Prudniku i Głubczycach.

## Kierownictwo obozu
W początkowym okresie obozem kierowały dwie osoby przybyłe na Górny Śląsk z województwa lubelskiego: Aleksy Krut oraz Salomon Morel. Od czerwca 1945 obozem kierował samodzielnie Salomon Morel.

## Warunki życia i represje

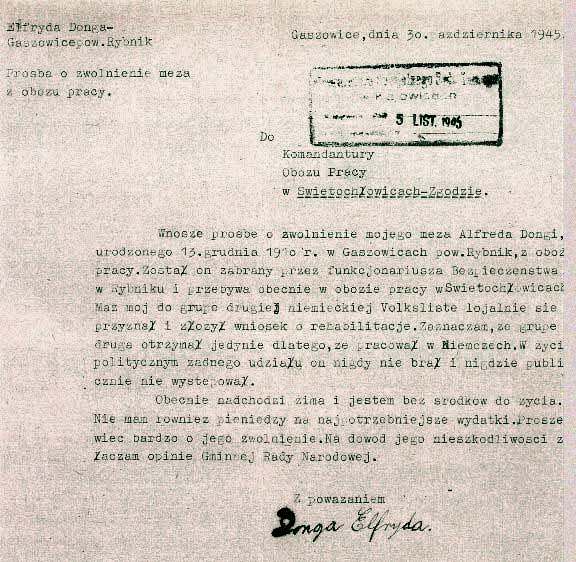
Prośba Elfrydy Dongi o zwolnienie męża z Obozu Zgoda

Z obozu część osób wysłano do pracy w pobliskich kopalniach i hutach. Z powodu niskich racji żywnościowych w obozie panował głód, co doprowadziło do szerzenia się w obozie czerwonki i tyfusu (plamistego oraz brzusznego). Strażnicy kradli paczki żywnościowe przesyłane przez rodziny uwięzionym oraz rzeczy osobiste więźniów (za te nadużycia zwolniony został kierownik Działu Gospodarczego obozu Karol Zaks). Warunki sanitarno-bytowe były katastrofalne. W krótkim czasie plagą obozu stały się wszy, pluskwy i szczury. 26 lipca 1945 rozpoczęła się epidemia tyfusu, którego ogniskiem był tzw. „brunatny barak” nr 7. W okresie największego nasilenia epidemii odnotowywano do 38 zgonów dziennie. Kierownictwo obozu podjęło działania w celu powstrzymania epidemii, dopiero gdy zaraza objęła cały obóz. Po przybyciu komisji lekarskiej z Warszawy wszyscy więźniowie zostali zaszczepieni, baraki zdezynfekowano, a miejsca publiczne posypano chlorowanym wapnem. W miejscu dawnego karceru urządzono odwszalnię, a w baraku nr 7 kwarantannę. Więźniowie kąpali się raz w tygodniu, a ich rzeczy w tym czasie były oddawane do odwszenia. Działania te doprowadziły do powstrzymania epidemii. Ppłk Teodor Duda, dyrektor Departamentu Więziennictwa i Obozów MBP za dopuszczenie do rozwinięcia się epidemii tyfusu i niepoinformowanie o tym na czas zwierzchników oraz inne uchybienia w prowadzeniu obozu ukarał naczelnika Salomona Morela trzydniowym aresztem domowym oraz potrąceniem 50% pensji.
Najdotkliwsze represje dotknęły osadzonych w baraku nr 7, przeznaczonym dla podejrzanych o przynależność do NSDAP i innych organizacji nazistowskich. W katowaniu uczestniczył naczelnik Salomon Morel, który witał więźniów „brunatnego baraku” przemową, w której oświadczał, że jest Żydem i byłym więźniem Oświęcimia (w rzeczywistości podczas wojny ukrywał się przed Niemcami), a jego największym pragnieniem jest okrutna zemsta na Niemcach, po czym często bił więźniów pięściami lub gumową pałką, a w dniu urodzin Hitlera więźniów bito nogami od taboretu. Salomon Morel kazał też więźniom śpiewać pieśń „Horst-Wessel-Lied”. Nieustalona liczba więźniów została zastrzelona przez strażników podczas próby ucieczki z obozu lub zakatowana przez funkcjonariuszy obozu. W obozie miały miejsce przypadki rzucania się uwięzionych na druty pod napięciem oraz samobójstwa przez powieszenie. Jedną z ofiar był protestancki duchowny z Bielska-Białej – ksiądz dr Richard Ernst Wagner, aresztowany 16 maja 1945 (zmarł w czasie epidemii 3 sierpnia 1945), kolejną proboszcz parafii w podgliwickim Bojkowie Edgar Wolf, który po przewiezieniu z gliwickiego więzienia został zakatowany.

## Likwidacja obozu
Na przełomie października i listopada 1945 obóz wizytowała trzyosobowa komisja z prokuratorem Jerzym Rybakiewiczem na czele, która przejrzała akta, przesłuchała wszystkich więźniów, po czym zwolniła prawie wszystkich więźniów do domu. Musieli oni przedtem podpisać zobowiązanie, że pod groźbą kary więzienia nie będą z nikim rozmawiać o tym, co się działo w obozie. Ostatecznie obóz przestał funkcjonować w listopadzie 1945.

## Liczba ofiar
W obozie w okresie powojennym więzionych było co najmniej 5764 więźniów, z których niemal 1/3 nie przeżyła pobytu. IPN udokumentował liczbę zmarłych w obozie na 1855 osób. Istnieją jednak przesłanki, aby całkowitą liczbę ofiar w okresie od lutego do listopada 1945 roku szacować na około 2,5 tysiąca.

## Obraz w kulturze
Obóz został ukazany w filmie fabularnym pt. Zgoda. Postać Salomona Morela zagrał Wojciech Zieliński.